# Загадка кінця гри
Загадка кінця гри  (також відомий під назвою «Сибірський ендшпіль»)— це науково-фантастичний роман Джеймса П. Хоґана, вперше опублікований у твердій обкладинці «Bantam Press» у 1987 році. У романі описується шпигунське протистояння у 2017 році між США та СРСР. Основні події розгортаються навколо спроби США розвідати наявність зброї на орбітальній станції СРСР "Валентина Терешкова".

## Сюжет
Роман розповідає про спробу розвідки США отримати інформацію від своїх шпигунів, яких заслали на космічну станцію СРСР "Валентина Терешкова"  для підтвердження чи спростування базування на ній потужної лазерної зброї, яка спроможна знищити США. Станція була побудована на початку 21 століття, а її відкриття заплановане на 100-ту річницю Жовтневого перевороту (7 листопада 2017 року), на яке запрошено керівників провідних країн західного світу.
Американська розвідка надсилає двох агентів, один з яких професійний шпигун Льюїс Маккейн, а інша — комп'ютерний експерт та експерт з криптографії Паула Брайс, які майже одразу попадають в полон та їх переміщають в в'язницю на станції під назвою "Замок". 
Паула піддається на маніпуляції контррозвідки СРСР та вважає, що станція справді є мирним об'єктом. Маккейн, у тюрмі потрапляє до компанії вчених, дисидентів та розвідників з інших країн, які один одному не довіряють. Зрештою він знаходить декілька союзників з якими підпільно починає шукати ознаки зброї, яку не знаходять. Проте його союзники шляхом різних дослідів визначають, що гравітація на станції не відповідає її розмірам, які відомі з спостережень. Після прихованого обстеження станції вони встановлюють, що насправді перебувають на її макеті, розташованому під поверхнею землі в Сибіру, а основною метою побудови цього макету є переконати шпигунів західних країн, що на станції немає зброї, щоб вони повідомили свої країни. Проте це не відповідає  дійсності та СРСР готує нищівний удар з космосу.
Сюжет роману зав'язаний на міжнародних відносинах, шпигунстві з елементами уявлення про розвиток технологій, соціальну взаємодію між представниками різних націй, які один одному не довіряють.